# Мітч Піледжі
Мітчелл Крейг Піледжі (англ. Mitchell Craig Pileggi, нар. 5 квітня 1952) — американський актор, найбільш відомий за роллю Горація Пінкера в фільмі «Електрошок» і Волтера Скіннера в серіалі «Цілком таємно». Він також мав періодичну роль у серіалі «Зоряна брама: Атлантида» у ролі полковника Стівена Колдвелла. У 2008 році отримав періодичну роль Ернеста Дарбі в «Синах Анархії». Він зіграв у 2012 році Гарріса Райланда у відродженні серіалу «Даллас» від ТНТ.

## Біографія
Піледжі народився в багатодітній родині в Портленді, він є сином Максін Анни Мінор, домогосподарки, та Віто Піледжі, оборонного підрядника. Його родина часто переїжджала через діяльність батька, через що Піледжі у різні періоди жив у штатах Орегон, Каліфорнії та Техасі, перш ніж провести більшу частину своєї юності у Туреччині.

## Особисте життя
Першою дружиною Піледжі була Деббі Ендрюс (1978—1984). У 1996 році він одружився зі своєю другою дружиною Арлін Воррен. У них є одна донька, Сойєр Скаут Піледжі, яка народилася 24 травня 1998 року. Воррен і Піледжі познайомив Девід Духовни, який був боярином на їхньому гавайському весіллі. Воррен працювала над серіалом «Цілком таємно» як дублерка Джилліан Андерсон. Пізніше, під час серіалу, Воррен отримала роль секретаря Скіннера, яку звали Арлін.
Піледжі, коли не знімається, багато часу проводить за їздою на конях і грає на гітарі.

## Фільмографія
| Рік       |    | Українська назва                    | Оригінальна назва                         | Роль                          |
| --------- | -- | ----------------------------------- | ----------------------------------------- | ----------------------------- |
| 2021      | с  | Вокер                               | Walker                                    | Бонем Вокер                   |
| 2021      | ф  |                                     | American Traitor: The Trial of Axis Sally | прокурор Джон Келлі           |
| 2020      | с  | Гелстром                            | Helstrom                                  | Папа                          |
| 2019—2020 | с  | Супердівчина                        | Supergirl                                 | Рама Хан                      |
| 2019      | с  | Новобранець                         | The Rookie                                | Рекс                          |
| 2019      | с  | Американська історія жаху           | American Horror Story                     | Арт                           |
| 2019      | с  | NCIS: Полювання на вбивць           | NCIS                                      | Міністр оборони Вінн Кровфорд |
| 2019      | ф  | Полароїд                            | Polaroid                                  | Пемброук                      |
| 2017      | ф  | Трансформери: Останній лицар        | Transformers: The Last Knight             | Лідер групи                   |
| 2015      | ф  | Дівчина на фотографіях              | The Girl In The Photographs               | Шериф Портер                  |
| 2015      | с  | Голуба кров                         | Blue Bloods                               | Дональд ДеКарло               |
| 2012—2014 | с  | Даллас                              | Dallas                                    | Гарріс Риланд                 |
| 2011      | с  | Противага                           | Leverage                                  | Колін Сандерс                 |
| 2010      | с  | Касл                                | Castle                                    | Ганс Брауер                   |
| 2010      | ф  | Лісова майстерня                    | Woodshop                                  | Міллер                        |
| 2008—2011 | с  | Надприродне                         | Supernatural                              | Семюель Кемпбел               |
| 2008—2013 | с  | Сини анархії                        | Sons of Anarchy                           | Ернест Дарбі                  |
| 2008      | ф  | Проблиск геніальності               | Flash of Genius                           | Маклін Тайлер                 |
| 2008      | ф  | Цілком таємно: Я хочу вірити        | The X-Files: I Want to Believe            | Волтер Скіннер                |
| 2008      | с  | Криміналісти: мислити як злочинець  | Criminal Minds                            | Норман Гілл                   |
| 2008      | с  | Брати і сестри                      | Brothers & Sisters                        | Браун Картер                  |
| 2007—2010 | с  | Анатомія Грей                       | Grey's Anatomy                            | Ларрі Дженнінгс               |
| 2007      | ф  | Людина в кріслі                     | Man in the Chair                          | Флойд                         |
| 2007      | с  | Мертва справа                       | Cold Case                                 | Мітч Гетевей                  |
| 2006—2007 | с  | Новий день                          | Day Break                                 | Детектив Співак               |
| 2006      | с  | CSI: Місце злочину                  | CSI: Crime Scene Investigation            | Геппі Гаррі Дезмонд           |
| 2005—2009 | с  | Зоряна брама: Атлантида             | Stargate Atlantis                         | Полковник Стівен Колдуелл     |
| 2005—2007 | мс | Бетмен                              | The Batman                                | Джеймс Ґордон                 |
| 2005      | с  | Частини тіла                        | Nip/Tuck                                  | Доктор Рассел Маркус          |
| 2003—2005 | с  | Закон і порядок: Спеціальний корпус | Law & Order: Special Victims Unit         | Агент Джек Гаммонд            |
| 2000      | ф  | Супер-шпигун                        | Gun Shy                                   | Декстер Хелвеншоу             |
| 2000      | мс | Бетмен майбутнього                  | Batman Beyond                             | Доктор Стентон                |
| 2000      | с  | Швидка допомога                     | ER                                        | Террі Вотерс                  |
| 1998      | с  | Вокер, техаський рейнджер           | Walker, Texas Ranger                      | Пол Гради                     |
| 1998      | ф  | Марабунта                           | Legion of Fire: Killer Ants!              | Начальник поліції Джефф Крой  |
| 1998      | ф  | Цілком таємно: Боротьба за майбутнє | The X-Files: Fight the Future             | Волтер Скіннер                |
| 1995      | ф  | Вампір з Брукліна                   | Vampire in Brooklyn                       | Тоні                          |
| 1994      | ф  | Ця Пет                              | It's Pat                                  | Охоронець на концерті №2      |
| 1994      | ф  | Небезпечний дотик                   | Dangerous Touch                           | Вінс                          |
| 1994—2018 | с  | Цілком таємно                       | The X-Files                               | Волтер Скіннер                |
| 1992      | ф  | Основний інстинкт                   | Basic Instinct                            | Слідчий у внутрішніх справах  |
| 1991      | ф  | Лицарський вершник 2000             | Knight Rider 2000                         | Томас Джей Воттс              |
| 1991      | ф  | Визнаний винним                     | Guilty as Charged                         | Домінік                       |
| 1989      | ф  | Електрошок                          | Shocker                                   | Горацій Пінкер                |
| 1988      | ф  | Повернення живих мерців 2           | Return of the Living Dead Part II         | Сержант                       |
| 1987      | ф  | Бажання смерті 4: Розпад            | Death Wish 4: The Crackdown               | Лабораторний майстер          |
| 1987      | ф  | Рівно в три години                  | Three O'Clock High                        | Дюк Герман                    |
| 1985      | с  | Команда А                           | The A-Team                                | Пол Вінкл                     |